# Matematik B
Svenska gymnasiala matematikkurser
- Matematik A ≈ Matematik 1
- Matematik B ≈ Matematik 2
- Matematik C ≈ Matematik 3
- Matematik D ≈ Matematik 3c
- Matematik E ≈ Matematik 4
- Matematik – diskret
- Matematik – breddning
- Matematik – specialisering

Matematik B var en kurs på gymnasieskolan i Sverige, men den var inte ett kärnämne och därför inte obligatorisk på alla program. Kursen var obligatorisk på bland annat det estetiska, naturvetenskapliga, samhällsvetenskapliga och tekniska programmet. De som läste mot installationselektriker, elektronik eller industrielektriker på elprogrammet fick automatiskt lära sig matematik B då ellära, trefas m.fl. innehåller detta. Matematik B har fått tre nya kurser efter sig enligt läroplanen 2011, och de tre kurserna har tre olika svårighetsgrader som riktar sig mot sina program på gymnasiet. De nya kurserna heter Matematik 2a, Matematik 2b och Matematik 2c. 2a är den lättaste och 2c är den svåraste. De nya kurserna motsvarar 100 poäng istället för 50 poäng.

## Kursinnehåll

### Geometriska satser, till exempel
- Yttervinkelsatsen
- Randvinkelsatsen
- Likformighet, Transversalsatsen

### Sannolikhetslära
- Enkla slumpförsök
- Slumpförsök i flera steg
- Relativa frekvenser

### Statistik
- Läges- och spridningsmått
- Statistiska undersökningar

### Linjära modeller
- Räta linjens ekvation
- Linjära ekvationssystem
- Lösning av linjära olikheter och ekvationssystem med grafiska och algebraiska metoder.[1]
- Vissa icke-linjära funktioner.

### Algebra och funktionslära
- Funktionsbegreppet
- Kvadreringsreglerna och konjugatregeln
- Andragradsfunktioner och andragradsekvationer